# Schwedische Badmintonmeisterschaft 1945
Die Schwedische Badmintonmeisterschaft 1945 fand in Stockholm statt. Es war die neunte Austragung der nationalen Titelkämpfe im Badminton in Schweden.

## Titelträger
| Disziplin    | Sieger                               |
| ------------ | ------------------------------------ |
| Herreneinzel | Hasse Petersson BK-33 Malmö          |
| Dameneinzel  | Carin Stridbäck Fjäderbollen         |
| Herrendoppel | Nils Jonson Anders Salén BK Eken SBK |
| Damendoppel  | Elsy Killick Amy Pettersson MAI      |
| Mixed        | Olle Wahlberg Thyra Hedvall SBK      |